# Amira de la Rosa
Amira de la Rosa z domu Arrieta McGregor (ur. 7 stycznia 1895 w Barranquilli, zm. 1 września 1974 tamże) – kolumbijska pisarka, pedagożka i dyplomatka.

## Życiorys
Córka Rafaela Arriety i Henriquety MacGregor. Uczyła się w Escuela Internacional w Barcelonie oraz w Escuela de Periodismo w Madrycie. Poślubiła Reginalda de la Rosę, miała jednego syna Ramira. Założyła z siostrami i kierowała Colegio Gabriela Mistral w Barranquilli w latach 1926–1929. Była attaché kulturalnym ambasady Kolumbii w Madrycie, konsulem Kolumbii w Sewilli oraz radcą kulturalnym ambasady Kolumbii w Hiszpanii (zob. misje dyplomatyczne Kolumbii).
Mieszkała w Barranquilli.
Jej imieniem nazwano teatr miejski w Barranquillii w 1982 roku.

## Twórczość
Publikowała teksty w czołowych kolumbijskich czasopismach. Pisała liczne skrypty radiowe. Napisała tekst hymnu Barranquillii. Tworzyła także poezję. Wybrane dzieła: 
- Marsolaire, powieść (1941)[2]
- Madre Borrada, sztuka teatralna wystawiona w Madrycie (1943)[2]
- Las Viudas de Zacarías, sztuka teatralna wystawiona w Barranquillii (1944)[2]
- Piltrafa, sztuka teatralna[1]
- La luna con parasol, zbiór opowiadań[1]